# 一ツ葉道路
一ツ葉道路（ひとつばどうろ、英語: HITOTSUBA TOLL ROAD）は、宮崎県宮崎市吉村町から同市佐土原町大字下那珂に至る北線と、宮崎県宮崎市高洲町から宮崎市大字郡司分に至る南線からなる主要地方道（宮崎県道）の有料道路である。
周辺道路の案内標識や領収書では一ツ葉有料道路（ひとつばゆうりょうどうろ）と表記される。

## 概要

### 路線データ

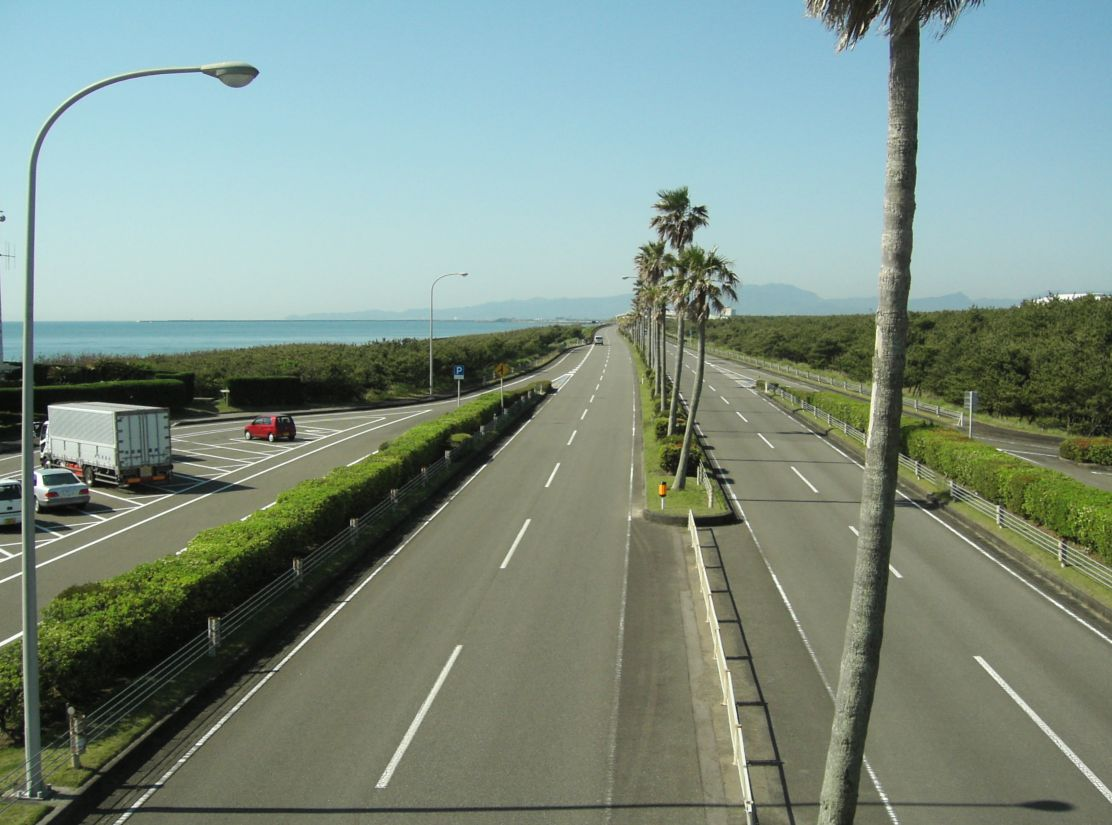
松林の中を走る北線

- 有料道路名：一ツ葉有料道路
- 路線名：県道宮崎インター佐土原線
- 起点
  - 北線：宮崎県宮崎市昭栄町
  - 南線：宮崎県宮崎市田代町
- 終点
  - 北線：宮崎県宮崎市佐土原町下那珂
  - 南線：宮崎県宮崎市大字郡司分
- 道路の規格：第3種2級
- 設計速度：60 km/h
- 車線数：4車線（北線）、2車線（南線）
- 車線の幅：3.25 m

### 概説
全区間が宮崎県道10号宮崎インター佐土原線であり、隣接する国道219号広瀬バイパスや春田バイパスと共に延長約30kmの宮崎東環状道路（地域高規格道路）を構成している。有料区間は宮崎県道路公社が管理しているが、北線・南線ともETCには対応しない。
北線は松林の上を走る絶景のオーシャンビューロードである。また、南線の区間は高速道路ナンバリングの対象区間となっており、「E98」が割り振られている。なお、Eを冠するナンバリングでは最後に位置する。北線も南線も高速道路・自動車専用道路ではない。

## 沿革
- 1974年（昭和49年）4月2日：北線供用開始。
- 1981年（昭和56年）4月13日：南線供用開始。
- 2007年（平成19年）4月11日：料金値下げと料金徴収期間の延長。
- 2010年（平成22年）12月4日：北線の最高速度規制が70 km/hに引き上げられる。
- 2016年（平成28年）10月24日: 「高速道路ナンバリングの実現に向けた提言」が発表され、南線に「E98」が割り振られる。
- 2020年（令和2年）2月29日：料金値下げと料金徴収期間の延長。
- 2030年（令和12年）3月1日：無料開放予定。

### 無料化に向けた動き
一ツ葉有料道は当初2010年2月を料金徴収期限と定めていたが、北線の利用が当初想定ほど伸びなかった事もあり 年間の収支は8億円程度の黒字で推移し、総事業費174億4,500万円 のうち2006年3月末時点で未償還残高は約66億円となっていた。
そこで宮崎県では、同年5月から6月に北線の全車種と南線の大型車の料金値下げ実験を実施して効果を検証するなどし、道路の有効活用と周辺道路の渋滞緩和など県民の利便性向上を図りながら併せて未償還金を返済していくため、「2007年4月より北線の料金値下げを行い、併せて料金徴収期間を2020年2月28日まで10年間延長して、県出資金を含む未償還金全額を完済」とする方針を決定した。この時点では、料金の値下げにより以後の年間収支が6~7億円に下振れする事を懸念しつつも、当時計画中の国道219号広瀬バイパスの早期整備により地域高規格道路「宮崎東環状道路」が完成する事で一ツ葉有料道路の利用者および収入増加とそれに伴う未返済金の償還促進を視野に入れていた事が、宮崎県議会常任委員会の当時の議事録から確認できる。
その後の償還は順調に推移し予定通りの無料開放に目途が付いた事を2017年8月に宮崎県は明らかにしていたが、2020年以降の料金徴収継続の是非を検討するために宮崎大学教授や県内の交通事業者・商工関係者らで構成される有識者会議が2019年1月から7月にかけ開かれると、南海トラフ巨大地震への備えとして橋梁の耐震工事と津波発生を知らせる情報板設置等に約40億円が必要となる事が報告され、事業費の確保のため「有料の存続も止むを得ない」とする見解が有識者の大半から示された。この会議では「北線・南線ともに150円で10年間徴収」「北線100円、南線150円で12年間徴収」「北・南線ともに100円で20年間徴収」の3案（金額はいずれも普通車の場合）が検討されていた。
宮崎県ではこの結果を踏まえた検討を行い、2019年9月には従来の計画を撤回するとともに料金を北線・南線とも従来の200円から150円（普通車の場合）に値下げし有料を10年間再延長する方針を決定、同月の県議会で諮られ可決された。2020年2月からは新料金での運用が行われている。

## インターチェンジなど
- 全線宮崎県宮崎市内に所在。
- 路線名の特記がないものは市道。
- 英略字は以下の項目を示す。
IC：インターチェンジ、TB：本線料金所

### 南線（E98）
| IC番号           | 施設名             | 接続路線名              | 起点 から (km) |
| ---------------- | ------------------ | ----------------------- | -------------- |
| E10 宮崎自動車道 |                    |                         |                |
| -                | 宮崎IC             |                         | 0.0            |
| -                | 本郷北方IC         |                         | 1.0            |
| -                | 田吉IC             | 宮崎県道367号中村木崎線 | 2.1            |
| -                | 赤江IC/TB          | 宮崎県道374号古城赤江線 | 2.7            |
| -                | 一ツ葉大橋北交差点 |                         | 4.9            |

（この間、一般道路）

### 北線
- 一ツ葉橋南交差点
- 中央市場東交差点
- マリーナ前IC
- シーガイアIC
- 一ツ葉PA
- 料金所
- 住吉IC
- 佐土原IC（国道10号）

## 道路施設

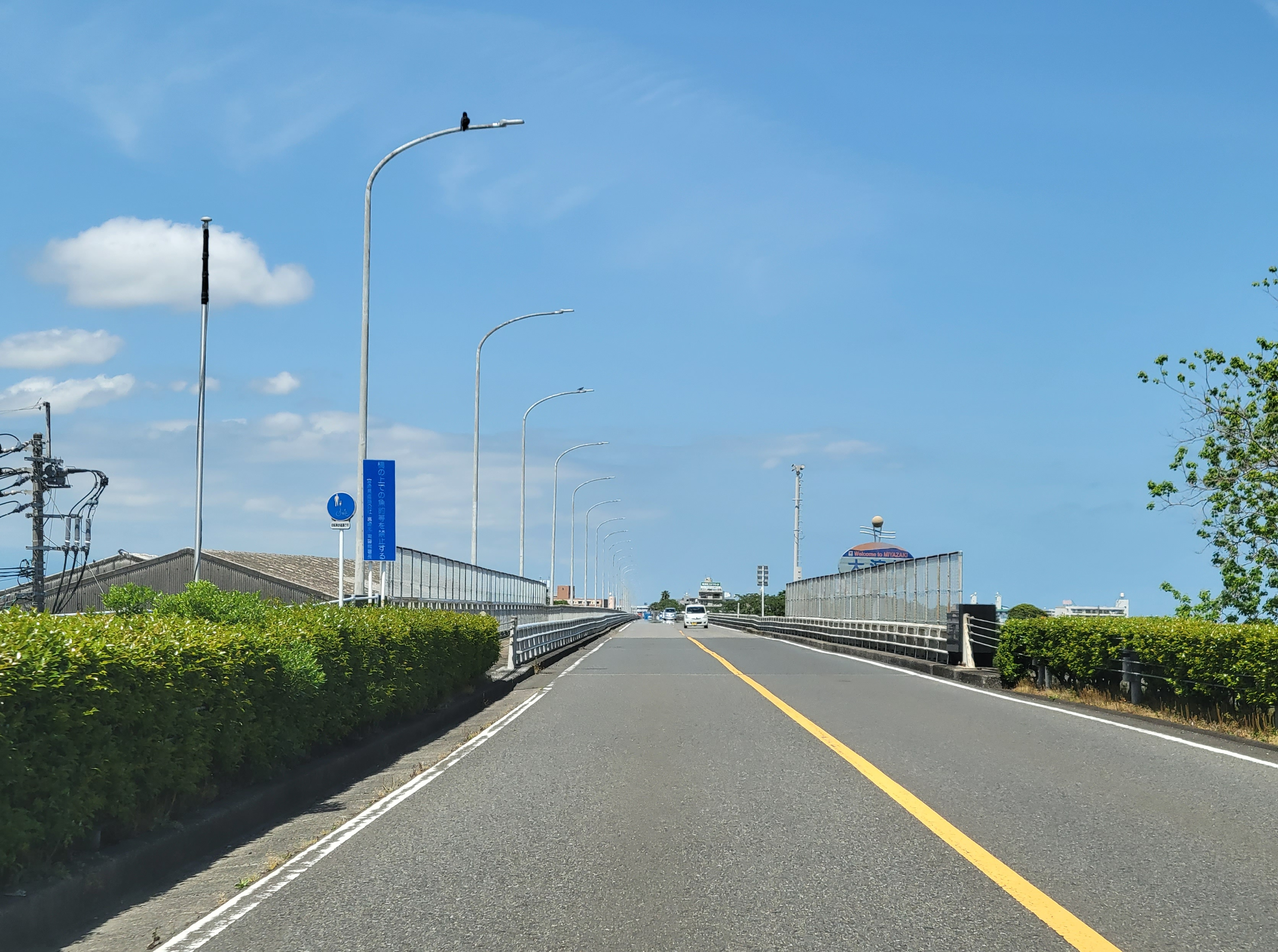
南線の一ツ葉大橋

- 南線の一ツ葉大橋一ツ葉大橋
南線の宮崎市高洲町から同市大字田吉にかけて跨がり、大淀川の河口に最も近い所に架かる。橋長792メートルで、13ある一ツ葉道路の橋梁の中で最長を誇る[14]。11径間連続2ヒンジPC箱桁構造。1981年架設。